# Deborah Mailman
Deborah Jane Mailman (Mount Isa, Australia, 14 de julio de 1972) es una actriz australiana, conocida por interpretar a Kelly Lewis en la serie The Secret Life of Us. Deborah fue la primera actriz aborigen en ganar un premio AFI por la mejor actriz en un papel protagónico.

## Biografía
Es hija de Wally, un ex-jinete de rodeo y de Jane Mailman, es la más joven de cinco hijos. 
Tiene dos herencias: una es indígena de Australia y la otra es maorí. 
En 1992 Deborah se graduó del Queensland University of Technology's Academy of the Arts.
Mailman sale con Matthew Coonan, un ejecutivo de publicidad. En el 2007 la pareja le dio la bienvenida a su primer hijo juntos, Henry. Más tarde en el 2010 tuvieron su segundo hijo, Oliver "Olly" Coonan.

## Carrera
Entre sus participaciones en teatro se encuentran A Midsummer Night's, The Small Poppies, Antigone, The 7 Stages of Grieving, The Sappires, Mother Courage and her Children, The Lost Echo, The Bourgeois Gentlemen, Tales from Vienna Woods, As You Like It,Aliwa, entre muchas otras...
De 1998 al 2001 fue presentadora del programa infantil Play School. Ese mismo año en 1998 ganó su primer premio por su actuación como Nona en la película independiente Radiance.
Del 2001 al 2006 interpretó a la estudiante Kelly Lewis en la serie The Secret Life of Us, en la serie también narraba algunos episodios. En el 2001 interpretó de nuevo a Kelly en la película con el mismo nombre. Por su interpretación ganó dos premios logie en las categorías de actriz más sobresaliente y actriz más sobresaliente en una serie dramática, Deborah también fue nominada a un premio AFI en la categoría de mejor actriz en un papel principal.
En el 2009 hizo su debut como directora del cortometraje Ralph, el cual se estrenó ese mismo año en el Festival de Cine Message Sticks Indigenous, ese mismo año junto con los productores Jessie Mangum y Kylie Du Fresne ganaron el premio The Holding Redlich IF Award por mejor cortometraje.
En el 2010 se unió al elenco de la serie australiana Offspring donde interpreta a la enfermera Cherie Butterfield, la mejor amiga de la doctora Nina Proudman (Asher Keddie) hasta ahora. Ese mismo año junto al actor Wesley Enoch escribieron la obra The 7 Stages of Grieving.
En el 2012 se unió al elenco de la película Mabo donde interpretó a Bonita Mabo y en la miniserie indígena Redfern Now interpretó a Lorraine una mujer acusada de fraude.
Ese mismo año se unió al elenco de la película The Sapphires donde interpretó a Gail McCrae, una mujer aborigen que se une junto a sus familiares Julie (Jessica Mauboy), Kay (Shari Sebbens) y Cynthia McCrae (Miranda Tapsell) para formar un grupo de cantantes de soul conocido como "The Sapphires".
A principios de mayo del 2017 se anunció que se había unido a la serie animada Little J and Big Cuz donde dará vida a Big Cuz.
En agosto del 2018 se anunció que se había unido al elenco principal de la nueva serie Bite Club donde dará vida a la superintendente de la policía Anna Morton.

## Filmografía

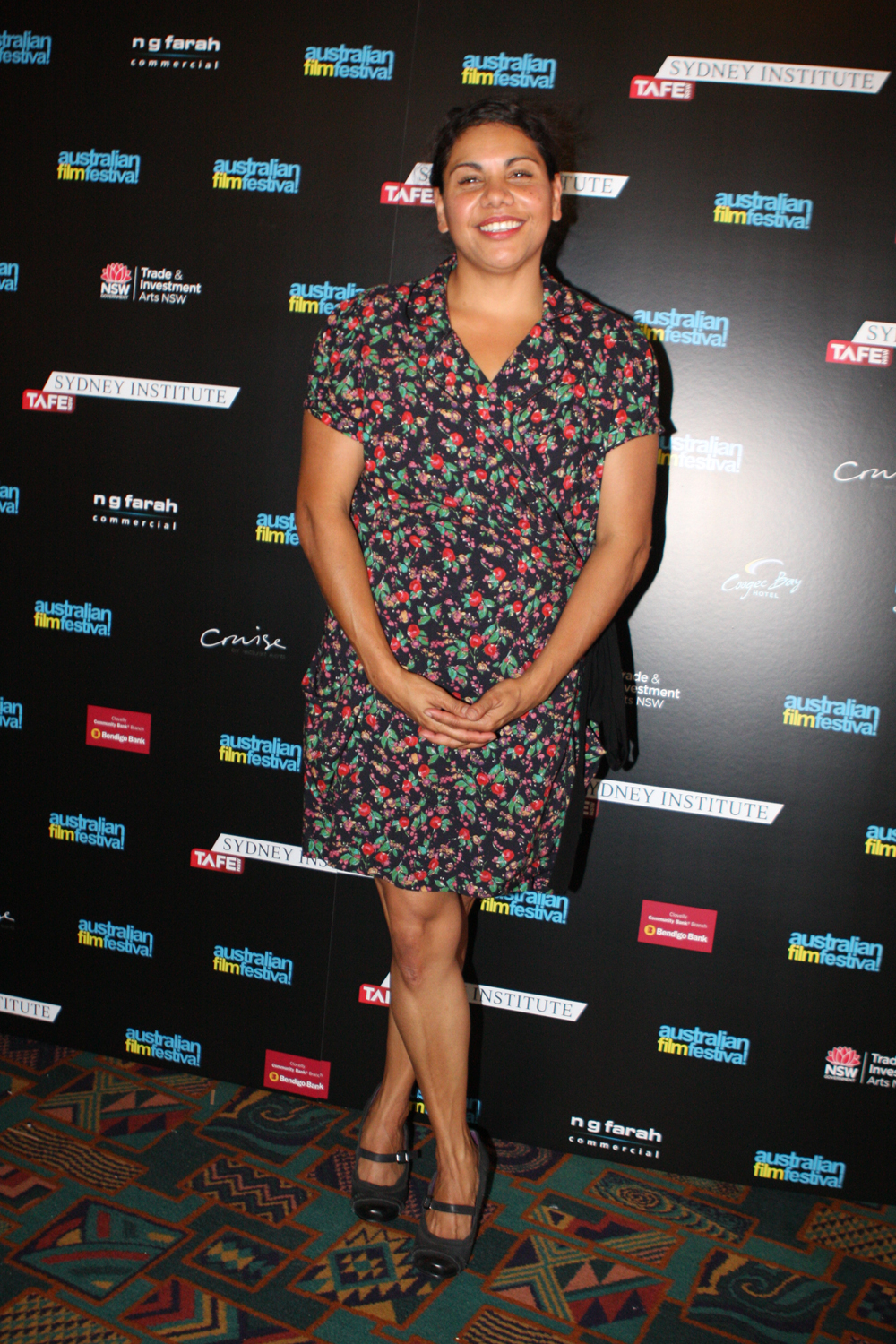
Deborah en el "Australian Film Festival" en 2012.

### Series de televisión
| Año             | Título                       | Personaje              | Notas                                  |
| --------------- | ---------------------------- | ---------------------- | -------------------------------------- |
| 2018 - presente | Bite Club                    | Supt. Anna Morton      |                                        |
| 2016 - presente | Cleverman                    | Tía Linda              | 12 episodios - miniserie               |
| 2018            | Mystery Road: The Series     | Kerry Thompson         | 6 episodios - miniserie                |
| 2016, 2018      | Jack Irish                   | Cynthia                | 6 episodios                            |
| 2010 - 2017     | Offspring                    | Cherie Butterfield     | 69 episodios                           |
| 2017            | Get Krack!n                  | primer ministro Burney | ep #1.7                                |
| 2017            | Little J and Big Cuz         | Big Cuz                | 13 episodios                           |
| 2016            | Tomorrow, When the War Began | Kath                   | 6 episodios                            |
| 2016            | Wolf Creek                   | Bernadette             | 2 episodios                            |
| 2014            | Black Comedy                 | Invitada               | 3 episodios                            |
| 2014            | It's a Date                  | Joanne                 | episodio "Should You Date on Impulse?" |
| 2012 - 2013     | Redfern Now                  | Lorraine               | 2 episodios                            |
| 2009            | Rush                         | Gabe                   | episodio "Don't Use Crossbows"         |
| 2007            | Stupid Stupid Man            | Lenore Schutzstaffel   | episodio "Appearances are Everything"  |
| 2006            | Two Twisted                  | Detective Elsie Jones  | episodio "Soft Boiled Luck"            |
| 2001 - 2006     | The Secret Life of Us        | Kelly Lewis            | 86 episodios                           |
| 2005            | The Alice                    | Sonia                  | 2 episodios                            |

### Películas
| Año  | Título                  | Personaje          | Notas |
| ---- | ----------------------- | ------------------ | --- |
| -    | Wedding of the Year     | Fran               | junto a John Cleese, Maeve Dermody, Colin Friels, Noni Hazlehurst y Chris Haywood                         |
| 2017 | Djali                   | Gracie Phillips    | corto - junto a Hunter Page-Lochard y Rhimi Johnson Page                                                  |
| 2017 | Three Summers           | -                  | junto a Robert Sheehan, Rebecca Breeds, Jacqueline McKenzie, Mahesh Jadu, Magda Szubanski y Michael Caton |
| 2017 | A Few Less Men          | Oficial de Policía | junto a Xavier Samuel, Ryan Corr, Saskia Hampele, Sacha Horler, Shane Jacobson y Liam Graham              |
| 2015 | Oddball                 | Mayor Lake         | junto a Alan Tudyk, Sarah Snook, Shane Jacobson, Coco Jack Gillies y Richard Davies                       |
| 2015 | Blinky Bill the Movie   | Madre de Blinky    | junto a Toni Collette, Rufus Sewell, Ryan Kwanten, David Wenham, Richard Roxburgh y Barry Humphries       |
| 2015 | Redfern Now: Promise Me | Lorraine           | junto a Wayne Blair, Rarriwuy Hick, Lisa Flanagan, Anthony Hayes y Genevieve Lemon                        |
| 2014 | Paper Planes            | Maureen            | junto a Sam Worthington, David Wenham, Ed Oxenbould y Nicholas Bakopoulos-Cooke                           |
| 2014 | Jack Irish: Dead Point  | Cynthia            | junto a Guy Pearce, Marta Dusseldorp, Roy Billing, Vince Colosimo y Kat Stewart                           |
| 2012 | Mental                  | Sandra             | junto a Liev Schreiber, Toni Collette y Sam Clark                                                         |
| 2012 | Mabo                    | Bonita Mabo        | junto a Jimi Bani, Miranda Otto, Ewen Leslie, Colin Friels y Felix Williamson                             |
| 2012 | The Sapphires           | Gail McCrae        | junto a Chris O'Dowd, Jessica Mauboy, Shari Sebbens y Eka Darville                                        |
| 2009 | Bran Nue Dae            | Roxanne            | junto a Geoffrey Rush, Magda Szubanski y Jessica Mauboy                                                   |
| 2007 | Lucky Miles             | Lisa               | prestó su voz para el personaje                                                                           |
| 2006 | The Book of Revelation  | Julie              | junto a Colin Friels, Greta Scacchi, Andy McPhee y Genevieve Picot                                        |
| 2002 | Rabbit-Proof Fence      | Mavis              | junto a Everlyn Sampi y Jason Clarke                                                                      |
| 2001 | The Secret Life of Us   | Kelly Lewis        | junto a Claudia Karvan, Sibylla Budd y Samuel Johnson                                                     |
| 2000 | The Monkey's Mask       | Lou                | junto a Susie Porter, Abbie Cornish, Chris Haywood y Brendan Cowell                                       |
| 2000 | The Third Note          | Tina               | corto - junto a Leonid Dobrinsky                                                                          |
| 1999 | Dear Claudia            | Cathy              | junto a Sam Healy                                                                                         |
| 1998 | Radiance                | Nona               | - |

### Directora y escritora
| Año                                        | Título                   | Notas                         |
| ------------------------------------------ | ------------------------ | ----------------------------- |
| 1994, 1996 - 19997, 2002, 2006, 2008, 2010 | The 7 Stages of Grieving | obra - escritora              |
| 2009                                       | Ralph                    | corto - directora y escritora |

### Presentadora y narradora
| Año         | Título                                   | Notas        |
| ----------- | ---------------------------------------- | ------------ |
| 1998 - 2001 | Play School                              | presentadora |
| 1999        | The Fair Go: Winning the 1967 Referendum | narradora    |

### Teatro[11]
| Año                 | Obra                        | Personaje    | Director (a)       | Teatro               | Notas                                                         |
| ------------------- | --------------------------- | ------------ | ------------------ | -------------------- | ------------------------------------------------------------- |
| 2009                | Miracle in Brisbane         | -            | Rhoda Roberts      | -                    | junto a Leeroy Bilney, Casey Donovan y Aaron Fa'aoso          |
| 2008                | Antigone                    | Antigone     | -                  | Belvoir St Theatre   | junto a Katie Fitchett, Gillian Jones y Boris Radmilovich     |
| 2007                | Tales from the Vienna Woods | -            | Jean-Pierre Mignon | Sydney Theatre       | junto a Steve Le Marquand y Marta Dusseldorp                  |
| 2006                | The Bourgeois Gentleman     | -            | Jean-Pierre Mignon | Sydney Theatre       | junto a Peter Carroll, Marta Dusseldorp y Eden Falk           |
| 2006                | Mother Courage              | -            | Robyn Nevin        | Sydney Theatre       | junto a Martin Blum, Brandon Burke y Marta Dusseldorp         |
| 2005                | Parramatta Girls            | -            | Wesley Enoch       | Belvoir St. Theatre  | junto a Judi Farr, Justine Clarke y Kris McQuade              |
| 2004, 2005          | The Sapphires (musical)     | -            | Wesley Enoch       | Belvoir St. Theatre  | junto a Wayne Blair, Chris Kirby y Christopher Pitman         |
| 1994,1996,1997,2002 | The 7 Stages of Grieving    | -            | Wesley Enoch       | La Boite Theatre     | -                                                             |
| 1999                | As You Like It              | -            | -                  | Belvoir St Theatre   | junto a Jacek Koman, Aaron Blabey y Bob Maza                  |
| 2001                | Aliwa                       | -            | Neil Armfield      | Belvoir St. Theatre  | junto a Kylie Belling, Dorothy Collard y Ningali Lawford      |
| 2000                | Big Hart Works              | -            | Scott Rankin       | -                    | junto a Ernie Dingo y Glynn Nicholas                          |
| 1999                | Coloured Inn                | -            | -                  | Bruce Gordon Theatre | junto a Ben Mendelsohn y Leah Purcell                         |
| 1998                | King Lear                   | Sydney Potts | Barrie Kosky       | Athenaeum Theatre    | junto a John Bell, Melita Jurisic, Ben Winspear y Ben Mortley |
| 1997                | A Midsummer Night's Dream   | -            | Noel Tovey         | -                    | junto a Justine Saunders, Glenn Shea y Keith Smith            |
| 1997                | Radiance                    | -            | -                  | Cremorne Theatre     | junto a Wesley Enoch                                          |
| 1995                | Capricornia                 | -            | David Fenton       | Cremorne Theatre     | junto a Kelly Cawley, Catherine McGrath y Nathan Spence       |
| 1995                | Murri Love                  | -            | Wesley Enoch       | -                    | junto a Lafe Charlton y Marilyn Miller                        |
| 1994                | The Cherry Pickers          | -            | Lydia Miller       | -                    | junto a Sam Conway, Roxanne McDonald y Billy McPherson        |
| 1994                | The Big Canoe               | -            | Wesley Enoch       | Lyric Theatre        | junto a Wesley Enoch                                          |
| 1994                | The Taming of the Shrew     | Kate         | Sue Rider          | La Boite Theatre     | junto a Andrew Buchanan, Michael Forde y Barbara Lowing       |
| 1993                | One Woman's Song            | -            | Janet Robertson    | Cremorne Theatre     | junto a Sue Dwyer, Lydia Miller y Errol O'Neill               |
| 1993                | Summer of the Aliens        | -            | Peter Barclay      | Cremorne Theatre     | junto a Andrew Buchanan, Elaine Cusick y Errol O'Neill        |

## Premios y nominaciones
| Año  | Categoría                                                      | Premio             | Película/Serie/Obra           | Resultado |
| ---- | -------------------------------------------------------------- | ------------------ | ----------------------------- | --------- |
| 2018 | Most Popular Actress                                           | Logie Award        | Cleverman                     | Nominada  |
| 2016 | Most Outstanding Actress                                       | Logie Award        | Redfern Now: Promise Me       | Ganó      |
| 2016 | Best Actress in a Supporting Role                              | AFCA Award         | Paper Planes                  | Nominada  |
| 2016 | Best Supporting Actress                                        | AACTA Award        | Paper Planes                  | Nominada  |
| 2016 | Best Lead Actress – Drama                                      | AACTA Award        | Redfern Now                   | Nominada  |
| 2013 | Most Popular Actress                                           | Silver Logie Award | Offspring, Redfern Now y Mabo | Nominada  |
| 2013 | Most Outstanding Actress                                       | Silver Logie Award | Mabo                          | Ganó      |
| 2013 | Best Lead Actress                                              | AACTA Award        | The Sapphires                 | Ganó      |
| 2013 | Best Supporting Actress                                        | AACTA Award        | Mental                        | Nominada  |
| 2011 | Female Actor of the Year                                       | Deadly Award       | Offspring                     | Ganó      |
| 2010 | Best Supporting Role in a Television Drama                     | AFI Award          | Offspring                     | Ganó      |
| 2010 | Best Supporting Role in a Feature Film                         | AFI Award          | Bran Nue Dae                  | Ganó      |
| 2009 | Best Short Film                                                | IF Award           | Ralph                         | Ganó      |
| 2007 | Female Actor of the Year                                       | Deady Award        | -                             | Ganó      |
| 2004 | Most Outstanding Actress in a Drama Series                     | Silver Logie Award | The Secret Life of Us         | Ganó      |
| 2003 | NAIDOC Person of the Year                                      | Deady Award        | -                             | Ganó      |
| 2003 | Best Actress in a Leading Role in a Television Drama or Comedy | AFI Award          | The Secret Life of Us         | Nominada  |
| 2002 | Most Outstanding Actress                                       | Silver Logie Award | The Secret Life of Us         | Ganó      |
| 1999 | Best Female Actress                                            | FCCA Award         | Radiance                      | Ganó      |
| 1998 | Best Performance by an Actress in a Leading Role               | AFI Award          | Radiance                      | Ganó      |